# Вила Санта Кроче (Казерта)
Вила Санта Кроче је насеље у Италији у округу Казерта, региону Кампанија.
Према процени из 2011. у насељу је живело 220 становника. Насеље се налази на надморској висини од 430 м.